# Apolo Ohno
Pour les articles homonymes, voir Ohno.
Apolo Anton Ohno, né le 22 mai 1982 à Seattle, est un patineur de vitesse sur courte piste de nationalité américaine. Il a notamment gagné huit médailles olympiques dont deux en or. Champion olympique du 1 500 m et médaillé d'argent du 1 000 m aux Jeux olympiques d'hiver de 2002 à Salt Lake City, il remporte de nouveau un titre olympique sur le 500 m et deux médailles de bronze sur le 1 000 m et le relais 5 000 m aux Jeux olympiques d'hiver de 2006 à Turin. Sa médaille d'argent remportée aux Jeux olympiques de Vancouver 2010 en a fait l'athlète américain le plus titré des Jeux olympiques d'hiver. Par ailleurs, parmi ces neuf titres de champion du monde, il a été champion du monde au général en 2008 à Gangneung.

## Biographie
Ohno est né et vit à Seattle, d'une mère américaine, Jerrie Lee, et d'un père japonais, Yuki Ohno, né au Japon. Le nom de son père s'écrit (大野 幸 Ōno Yuki, Ohno étant une transcription américaine de Ōno. Ses parents ont divorcé quand Apolo était encore un enfant. Pour l'occuper, son père le présente à un patineur de vitesse sur courte piste, avec qui Apolo s'entend bien.
Apolo Anton Ohno a gagné la quatrième saison de l'émission américaine,  Dancing with the Stars avec sa partenaire Julianne Hough.
En 2012, il est de nouveau candidat, pour la saison 15 All Stars, avec Karina Smirnoff comme partenaire de danse. 

## Carrière
En 1997, à l'âge de quatorze ans, une année après être apparu dans le Sports Illustrated For Kids il est devenu le plus jeune champion des États-Unis. En 1998 à Nagano, il a concouru pour la première fois dans des épreuves olympiques. Pendant la saison 2000-2001 il devient le premier Américain à remporter le classement général de la Coupe du monde et il se qualifie ensuite pour les Jeux olympiques de 2002, où il gagne deux médailles. Il a également fait partie de l'équipe des États-Unis en 2006 aux Jeux olympiques d'hiver, gagnant trois médailles.

### Les Jeux olympiques d'hiver 2002
À Salt Lake City, Ohno est devenu un athlète populaire aux États-Unis grâce à son attitude gaie. Il est devenu le visage du short-track aux États-Unis, qui était un sport relativement nouveau et inconnu alors, et a porté les espoirs de médaille de l'Amérique dans ce sport. Ohno fut médaillé dans deux épreuves, bien qu'il y ait eu une certaine polémique liée aux résultats.
Dans le 1 000 m de Patinage de vitesse sur piste courte aux Jeux olympiques de 2002, Ohno menait la course, mais dans le dernier virage, le patineur chinois Jiajun Li déclencha une élimination massive, en envoyant Ohno, Mathieu Turcotte et Ahn Hyun-soo dans les barrières. Le seul à rester debout fut Steven Bradbury, qui, étant jusqu'alors distancé, put échapper à la chute, pour gagner la première médaille d'or de l'hémisphère sud aux Jeux olympiques d'hiver. Ohno s'est vite rétabli sur ses patins pour passer la ligne d'arrivée et décrocher la médaille d'argent.
Dans le 1 500 m, Ohno gagna la médaille d'or, avec un temps de 2:18.541. Dans la course finale de 1 500 mètres, le sud-coréen Dong-Sung Kim fut le premier a passer la ligne d'arrivée, mais a été éliminé en raison d'avoir bloqué Ohno durant la course,. L'équipe Coréenne du Sud a été particulièrement dérangée par le résultat. Une chanson négative au sujet d'Ohno a été écrite par Yun Min-Seok (윤민석) et Park Seong-Hwan (박성환), qui a été intitulé « Fucking USA. »
Ohno a continué de concourir après ces J.O. en remportant de nouvelles courses.
En 2003, Ohno a refusé de participer à une épreuve de short-track en Corée pour des raisons de sécurité. 100 policiers anti-émeute étaient à l'aéroport international d'Inchon pour empêcher toute tentative d'agression contre Ohno quand il est allé en Corée du Sud pour la deuxième coupe du monde en 2005. Ohno a gagné deux médailles d'or, ainsi que le titre mondial.

### Les Jeux olympiques d'hiver 2006
Au 1 500 m, Ohno chuta en demi-finale et fut éliminé prématurément. Au 1 000 m, Ohno remporta une médaille de bronze finissant derrière Ahn Hyun-soo et Lee Ho-suk, tous deux coréens. Plus tard, Ohno indiqua qu'il était content de revenir sur le podium après sa chute en 1 500 m. Comme signe de bonne volonté, Ahn a invité Lee et Ohno à partager la marche supérieure avec lui.
Après deux faux départs d'autres patineurs, Ohno décrocha l'or au 500 m en prenant la tête avec un départ tonitruant et en gardant la première place jusqu'à l'arrivée. En dépit d'une légère violation des règles Ohno put garder sa médaille d'or,.
Ohno gagna en plus une médaille de bronze au 5 000 m avec le relais masculin.

### Les Jeux olympiques d'hiver 2010
Ohno participe à ses troisièmes jeux, durant lesquels il remporte deux nouvelles médailles, ce qui lui permet de devenir l'Américain le plus titré des Jeux olympiques d'hiver.

## Palmarès
- Jeux olympiques
  -  Médaille d'or sur le 500 m lors des Jeux olympiques 2006 de Turin
  -  Médaille d'or sur le 1 500 m lors des Jeux olympiques 2002 de Salt Lake City
  -  Médaille d'argent sur le relais 1 000 m lors des Jeux olympiques 2002 de Salt Lake City
  -  Médaille d'argent sur le 1 500 m lors des Jeux olympiques 2010 de Vancouver
  -  Médaille de bronze sur le 1 000 m lors des Jeux olympiques d'hiver de 2006 de Turin
  -  Médaille de bronze sur le relais de 5 000 m lors des Jeux olympiques d'hiver de 2006 de Turin
  -  Médaille de bronze sur le 1 000 m lors des Jeux olympiques 2010 de Vancouver.
  -  Médaille de bronze sur le relais de 5 000 m lors des Jeux olympiques 2010 de Vancouver.
- Championnats du monde
  - Championnats du monde de patinage de vitesse sur piste courte 2009 à Vienne
    -  Médaille d'or sur le relais 5 000 m
    -  Médaille d'argent sur le 1 000 m

  - Championnats du monde de patinage de vitesse sur piste courte 2008 à Gangneung
    -  Médaille d'or sur le 500 m
    -  Médaille d'or sur le classement général
    -  Médaille d'argent sur le 1 000 m
    -  Médaille de bronze sur le 3 000 m

  - Championnats du monde de patinage de vitesse sur piste courte 2007 à Milan
    -  Médaille d'or sur le 1 500 m
    -  Médaille de bronze sur le classement général
    -  Médaille de bronze sur le 1 000 m
    -  Médaille de bronze sur le 3 000 m
    -  Médaille de bronze sur le relais de 5 000 m

  - Championnats du monde de patinage de vitesse sur piste courte 2005 à Pékin
    -  Médaille d'or sur le 1 000 m
    -  Médaille d'or sur le 3 000 m
    -  Médaille d'argent sur le classement général
    -  Médaille de bronze sur le relais de 5 000 m

  - Championnats du monde de patinage de vitesse sur piste courte 2003 à Varsovie
    -  Médaille d'argent sur le 3 000 m

  - Championnats du monde de patinage de vitesse sur piste courte 2001 à Jeonju
    -  Médaille d'or sur le 3 000 m
    -  Médaille d'argent sur le 1 000 m
    -  Médaille d'argent sur le classement général

  - Championnats du monde de patinage de vitesse sur piste courte 1999 à Sofia
    -  Médaille d'argent sur le 500 m